# Фока Баштован
Свети Фока Баштован је ранохришћански светитељ и мученик из 3. века.
Живео је у граду Синопу (северна Турска), као и Фока Синопски. Био је баштован. Део поврћа и воћа остављао је поред пута пролазницима. Прочуо се као хришћанин који је својим врлинама многе навео да приме хришћанство. Због тога је, током прогона хришћана од стране цара Диоклецијана, био ухапшен и стављен на муке. 
Убијен је одсецањем главе 303. године.
Православна црква прославља светог Фоку 22. септембра по јулијанском календару.